# Ryōta Miki
Ryōta Miki (japanisch 三木 良太 Miki Ryōta; * 12. April 1985 in der Präfektur Osaka) ist ein ehemaliger japanischer Fußballspieler.

## Karriere
Miki erlernte das Fußballspielen in der Jugendmannschaft von Gamba Osaka. Seinen ersten Vertrag unterschrieb er 2004 bei Gamba Osaka. Der Verein spielte in der höchsten Liga des Landes, der J1 League. Mit dem Verein wurde er 2005 japanischer Meister. Für den Verein absolvierte er drei Erstligaspiele. 2007 wurde er an den Zweitligisten Ehime FC ausgeliehen. Für den Verein absolvierte er 41 Ligaspiele. 2009 kehrte er zu Gamba Osaka zurück. Im Juli 2009 wechselte er zum Zweitligisten Fagiano Okayama. Für den Verein absolvierte er 31 Ligaspiele. Ende 2011 beendete er seine Karriere als Fußballspieler.

## Erfolge
Gamba Osaka
- J1 League

Meister: 2005
- J.League Cup

Finalist: 2005
- Kaiserpokal

Sieger: 2009
Finalist: 2006